# 王當仁
王当仁（?—?），隋末民变起义军领袖，济阴郡外黄（今河南省民权县）人。
616年，李密从雍州逃亡出来，当时今河南省东部有外黄人王当仁，济阳人王伯当，韦城人周文舉，雍丘人李公逸等都聚众起事。李密于各部首领之间游说夺取天下的谋略。大家开始都不信，时间久了，就渐渐相信了，相士认为李密是公卿子弟，有志气、抱负，当时有谶语说杨氏将灭，李氏将兴，李密多次能渡过难关，或许就是就是将成帝业的李姓人。王当仁等人渐渐敬重李密。在李密成为瓦岗军首领前后，他们纷纷归附。